# Kertészsziget
Kertészsziget is een plaats (község) en gemeente in het Hongaarse comitaat Békés. Kertészsziget telt 465 inwoners (2002).